# Булычёва, Ангелина Александровна
Ангели́на Алекса́ндровна Булычёва (13 (26) декабря 1916, Алапаевск — 16 ноября 2013, Львов) — украинская русскоязычная поэтесса и журналистка.

## Биография
Родилась в Алапаевске (Российская империя) в 1916 году.
В 1937 году её муж был репрессирован. В 1941 году окончила Московский институт истории, философии и литературы. В конце 1941 уехала в Алапаевск, где работала ответственным секретарем в редакции газеты «Боевая стройка».
После войны была сотрудником областной газеты «Львовская правда», затем собственным корреспондентом республиканской газеты «Правда Украины». Всего Ангелина Булычёва проработала 58 лет в журналистике.
С 1976 года занималась только творческой работой. Член Союза писателей Украины. В 1978 году песня «Носики-курносики» в исполнении Валентины Толкуновой на стихи Ангелины Булычёвой победила на конкурсе «Песня года».
В начале 2007 года удостоена Почётной награды «Соотечественник года-2006» в номинации «За личный вклад в сохранение и распространение русского языка и литературы за рубежом».
Похоронена на Лычаковском кладбище на поле № 74 сразу возле тропинки. На могиле в последнее время вместо обычного православного креста сооружён памятник.

## Основные книги
Ангелина Булычёва является автором 25 сборников поэзии.
- Брат из другого дома : Повести. Львов: Каменяр, 1982; 287 с.
- Назовите сына Апрелем : Стихи. М.: Советский писатель, 1982; 79 с.
- Золото листопада : Стихи и поэмы. Киев: Радянський письменник, 1983; 87 с.
- Алый парус : Стихи. Киев: Дніпро, 1987; 118 с.
- Не бросай друзей в беде : Сказка : Для детей дошк. возраста. Львов: Каменяр, 1987; 19 с.
- По каменным кручам : Стихи и поэма. Львов: Камэняр, 1990; 132 с.

## Награды и премии
- Премия «Соотечественник года-2006» — за личный вклад в сохранение и распространение русского языка и литературы за рубежом[2].